# Paquete do Tejo
O Paquete do Tejo foi uma publicação de periodicidade mensal, editada entre 1866 e 1867, cujo público alvo foi, maioritariamente, a população do arquipélago dos Açores e colónias, tendo em conta a criação de uma rota marítima mensal entre Lisboa e o Faial que facilitava a sua distribuição. Entre outras temáticas, um dos assuntos abordados ininterruptamente no Paquete prende-se com a atividade e políticas de funcionamento levadas a cabo pela Companhia de Crédito Predial. A este assunto, juntam-se artigos sobre religião, atualidades, rubrica literária entre outros. Alguns nomes ligados à conceção e edição do Paquete foram: Mariano José Cabral (diretor), Jacinto Ignacio Cabral, José Maria de Almeida Araújo Correia de Lacerda, Antónia Gertrudes Pusich, Maria do Pilar Sinues de Marco e textos de Júlio César Machado e Guilherme Read Cabral.